# La Libertad Xochimilco
La Libertad Xochimilco är en ort i Mexiko.   Den ligger i kommunen Magdalena Apasco och delstaten Oaxaca, i den sydöstra delen av landet, 300 km sydost om huvudstaden Mexico City. La Libertad Xochimilco ligger 1 644 meter över havet och antalet invånare är 279.
Terrängen runt La Libertad Xochimilco är varierad. Runt La Libertad Xochimilco är det mycket tätbefolkat, med 2 431 invånare per kvadratkilometer. Närmaste större samhälle är San Pablo Etla, 13,9 km sydost om La Libertad Xochimilco. Omgivningarna runt La Libertad Xochimilco är en mosaik av jordbruksmark och naturlig växtlighet.